# Palazzo Chiablese
El Palazzo Chiablese es una residencia señorial de Turín, Italia, situada en la Piazza San Giovanni 2, en el centro histórico de la ciudad. Desde 1958 hasta 1985 fue sede del Museo Nacional del Cine de Turín, y desde 1997 está inscrito en la lista del Patrimonio de la Humanidad de la UNESCO como parte de las «residencias de la casa real de Saboya». Actualmente es sede de la Dirección Regional de Bienes Culturales y Paisajísticos de Piemonte, de la Superintendencia de Bienes Arquitectónicos y Paisajísticos de las Provincias de Turín, Asti, Cuneo, Biella y Vercelli y de la Superintendencia de Bienes Arqueológicos de Piemonte, además de ser sede de las exposiciones temporales de los Musei Reali di Torino.
El palacio está abierto al público de miércoles a viernes de 14:00 a 18:00 con entrada libre. El Touring Club Italiano, a través de la iniciativa Aperti per voi («abiertos para vosotros»), pone a disposición de los visitantes voluntarios para acompañarlos en las visitas guiadas a algunas salas. Las visitas se suspenden durante el mes de agosto.

## Historia

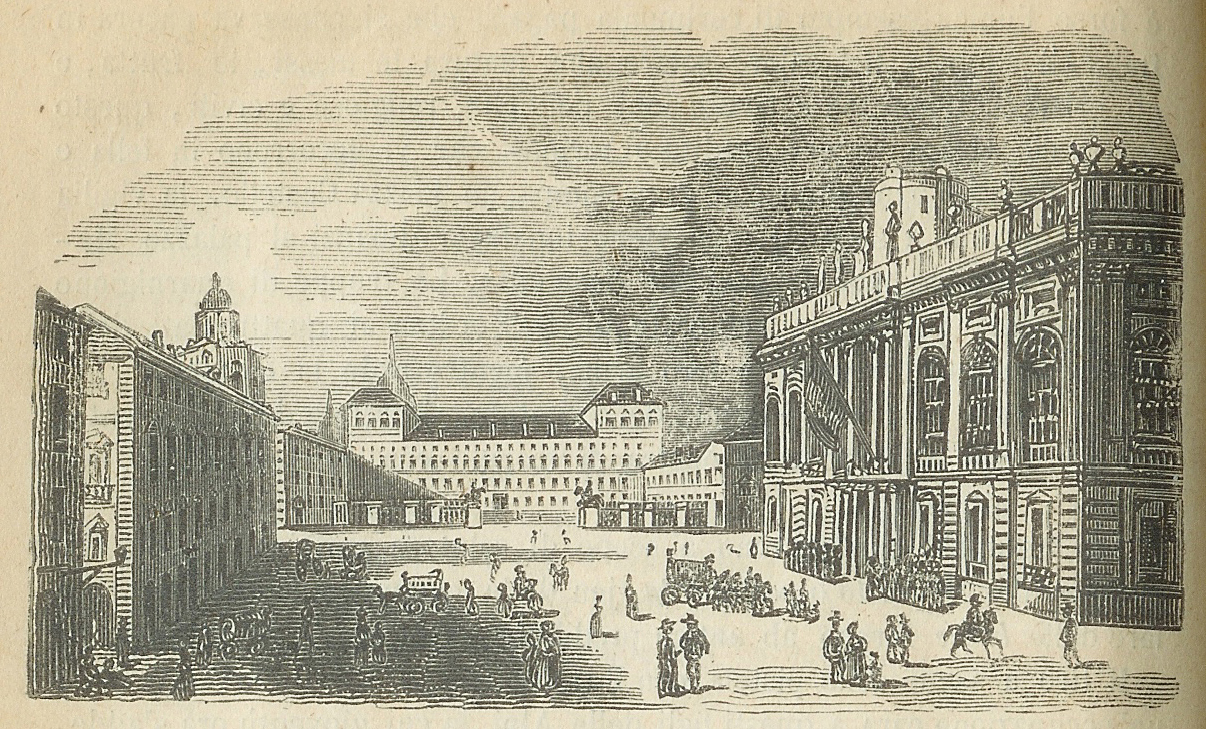
Grabado del Palazzo Chiablese.

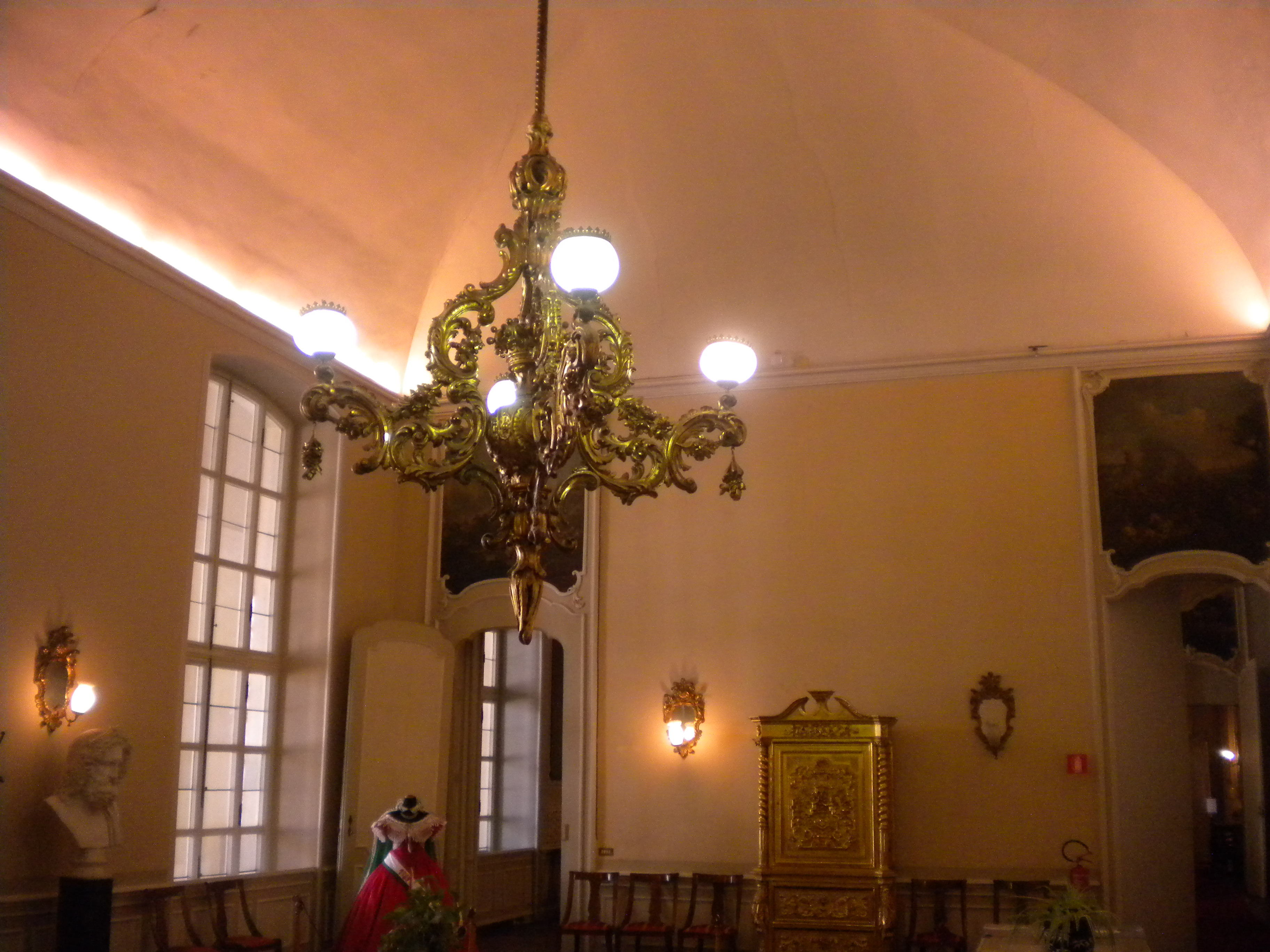
Lámpara en la sala de los guardaespaldas del Palazzo Chiablese.

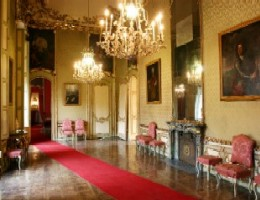
Antecamára de los guardaespaldas.

El palacio, una de las muchas residencias de los Saboya, se encuentra en el centro de Turín, a la izquierda del Palacio Real, con entrada principal por la Piazza San Giovanni. Casi con seguridad data del siglo XVI, y fue hecho construir por el duque de Saboya Manuel Filiberto sobre construcciones preexistentes, de las cuales se pueden ver algunos restos en la fachada. Ha sufrido posteriormente varias remodelaciones, entre las cuales la más importante es la encargada al arquitecto Benedetto Alfieri, que entre 1753 y 1754 dio mayor unidad arquitectónica al palacio.
La primera propietaria del palacio fue la marquesa Beatrice Langosco di Stroppiana, que lo recibió como regalo de su amante Manuel Filiberto. Se convirtió posteriormente en residencia del antiguo cardenal Mauricio de Saboya y de su consorte Ludovica a partir de 1642; a continuación habitaron allí el segundo hijo de Carlos Manuel III, Benedicto Mauricio, duque del Chiablese (que dio nombre al palacio) y otros miembros de la familia real.
Durante la época de ocupación francesa de Turín fue habitado por Camillo Borghese y su esposa Paulina. Tras la vuelta de los Saboya con la Restauración, se convirtió en residencia del rey Carlos Félix, que murió aquí en 1831. Posteriormente vivió aquí Fernando, duque de Génova, segundo hijo de Carlos Alberto; en 1851 nació aquí Margarita, primera reina de Italia entre 1878 y 1900.
Durante la Segunda Guerra Mundial, a causa de los bombardeos, sufrió daños notables: el techo fue destruido junto con gran parte de los suelos del piano nobile que dan hacia la Piazzetta Reale y la Via XX Settembre; se perdieron muchos muebles, junto con las boiseries y los estucos.
Desde 1946 pertenece al Estado y actualmente es la sede de la Dirección Regional de Bienes Culturales y Paisajísticos de Piemonte. Gracias a la contribución de los voluntarios del Touring Club, son visitables las siguientes salas: el salón de los suizos, la cámara de los guardaespaldas, la cámara de' valets à pieds, el guardarropa, la sala de desfiles, el comedor, la sala de los tapices y la galería de Cignaroli. En el palacio se encuentran pinturas de Crivelli, Cignaroli, Beaumont, Marghinotti y Tallone. Los tapices de la sala homónima son del siglo XVII, provienen de Francia y tienen como tema la historia de Artemisia II.